# 25ª Divisione serba
La 25ª Divisione serba, in cirillico Двадесетпета српска дивизија, in serbo-croato Dvadesetpeta srpska divizija, è stata una formazione militare dell'Esercito Popolare di Liberazione della Jugoslavia che venne costituita il 21 giugno 1944 in Serbia meridionale per partecipare alla campagna di liberazione finale del territorio occupato e sconfiggere le truppe tedesche e i reparti collaborazionisti cetnici, durante la Seconda guerra mondiale sul Fronte jugoslavo.

## Storia
La 25ª Divisione venne costituita su ordine del Comando supremo dell'Esercito popolare, il 21 giugno 1944 vicino al villaggio di Jošanice, in Serbia meridionale; fin dal momento della sua formazione era costituita dalla 16ª Brigata serba, la 18ª Brigata serba e la 19ª Brigata serba. Al momento della sua formazione, la divisione contava su circa 3.000 partigiani che salirono a 12.000 alla fine di dicembre; alla fine della guerra, nel mese di aprile 1945, i suoi effettivi erano di circa 7.000 combattenti.
Fino al 6 settembre 1944, la 25ª Divisione serba fu sotto il controllo del quartier generale partigiano della Serbia, quindi passò al comando del XIV Korpus; dal gennaio 1945 entrò a far parte dell'ordine di battaglia della 2ª Armata jugoslava.
Nel giugno del 1944 la 25ª Divisione entrò per la prima volta in azione combattendo contro due raggruppamenti di cetnici nella regione di Toplica e Jablanica, mentre a luglio si scontrò con alcuni reparti della 27ª Divisione bulgara e il 4º gruppo d'assalto cetnico, e nel mese di agosto fu ancora in azione contro cetnici, bulgari e tedeschi nella valle della Morava meridionale. Dalla regione di Boljevac ai primi di settembre 1944, la 25ª Divisione si spostò su ordine diretto del XIV Korpus, nel territorio di Plavna e Klokočevac, mentre l'11 settembre non ebbe successo l'attacco a Donji Milanovac.
In previsione dell'arrivo delle unità dell'Armata Rossa, la divisione il 21 settembre sconfisse i cetnici e liberò Kučevo; il 24 settembre avvenne in congiungimento nel villaggio di Miroc con il 109º reggimento fucilieri della 113ª Divisione sovietica. Dal 1 al 12 ottobre, la divisione prese parte, insieme alle altre formazioni del XIV Korpus, alle battaglie per la liberazione della Serbia orientale in collaborazione con il 75º e il 68º Corpo di fucilieri dell'Armata Rossa; le forze partigiane e sovietiche combatterono duramente contro il gruppo tedesco "Stettner" a Klokočevac e in altri villaggi della regione.
Dopo queste battaglie, la divisione combatté ancora in Serbia orientale contro i resti delle forze cetniche, mentre il 10 novembre venne inviata nel settore di Kraljevo per affrontare, insieme alla 2ª Divisione proletaria, il gruppo tedesco "Müller". Il 29 novembre la 25ª Divisione serba attraversò con successo il fiume Ibar a Mataruga e liberò i villaggi Kaon e Arilje, quindi con la 2ª Divisione proletaria, entrò a Požega il 13 dicembre e a Užice il 16 dicembre 1944.
Dal gennaio 1945, la 25ª Divisione venne impegnata in altre operazioni dell'Esercito popolare; in modo particolare a metà marzo combatté nelle posizioni vicino a Srebrenik, sui versanti nord-occidentali del Majevica, dove distrusse un battaglione tedesco, e sulla montagna Trebavac dove disgregò le formazioni cetniche. In questo modo la divisione consolidò il fianco destro del grosso della 2ª Armata jugoslava e favorì l'attraversamento del fiume Bosna.
Nelle operazioni finali di liberazione, la 25ª Divisione serba attraversò il 19 aprile 1945 il monte Vučjak  e respinse l'attacco delle forze četnici, ustaše e domobrane che minacciavano il fianco e le retrovie della 2ª Armata jugoslava. Infine dal 29 aprile al 8 maggio marciò per oltre 300 chilometri prima di combattere nelle battaglie conclusive per la liberazione della città di Zagabria.